# Аквіліфер

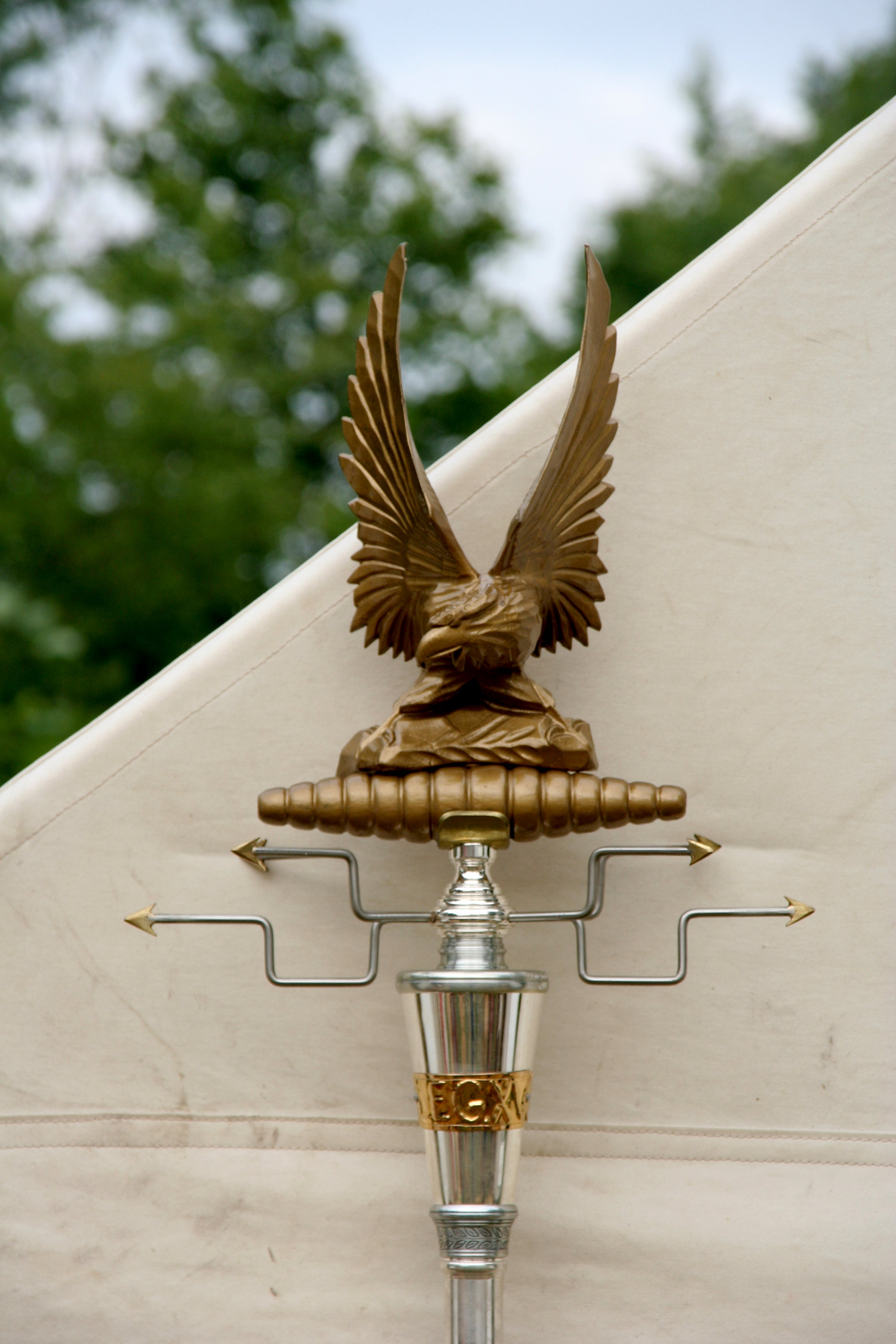
Орел легіону (реконструкція)

Акві́ліфер (лат. aquilifer, досл. «орлоносець») — це старший сигніфер (прапороносець) Римського легіону.
До 104 року до н. е. як символ легіону могли використовуватися зображення вовка, вепра, бика, коня тощо. 
Пізніше (реформа Гая Марія) був введений єдиний штандарт — аквіла, у вигляді золотого або срібного орла. Аквіліфер був один на весь легіон, вважався одним з вищих унтер-офіцерів (рангом нижче центуріона) і отримував подвійну платню. Поза боєм аквіліфер виконував функції скарбника легіону і рахівника (завідував заощадженнями легіонерів, поміщеними під захист прапора).
Відомі зображення аквіліферів показують їх з непокритою головою (на відміну від сигніферів та інших дрібніших прапороносців, що носили звірині шкури). 
Орел легіону повинен був знаходитися поряд з центуріоном першої центурії першої маніпули першої когорти, тобто аквіліфер фактично супроводжував центуріона-приміпіла.